# Enrico Cordero di Montezemolo
Enrico Cordero di Montezemolo (Mondovì, 1811 – Mondovì, 18 dicembre 1887) è stato un politico italiano.

## Biografia
Nato in provincia di Cuneo, della dinastia dei Cordero di Montezemolo, è stato deputato conservatore per la provincia di Nizza al parlamento subalpino. Fu eletto per la VI e VII legislatura nel collegio elettorale di Sospello.
Nel 1860, si pronunciò contro la cessione di Nizza alla Francia. Nelle elezioni per la VIII legislatura, la prima del nuovo regno d'Italia, si candidò, senza successo nel collegio di Borgo San Dalmazzo
Era fratello del deputato Massimo Cordero di Montezemolo.

## Opere
- Meditazioni di un vecchio liberale
- Souvenirs de jeunesse par un gentilhomme piémontais
- Prepariamoci
- Agli onorevoli della Camera elettiva : lettera di un settuagenario